# 歐陽瑞蓮
歐陽瑞蓮（1976年2月26日—），臺北市人，臺灣政治人物、教師、台灣團結聯盟黨員。真理大學宗教學系研究所碩士、中國文化大學地學所博士班畢業，曾於台灣團結聯盟擔任青年團團長、社運部主任，曾任中央研究院研究助理、國立暨南國際大學助教、真理大學兼任講師。

## 個人背景
歐陽瑞蓮出生於臺北市，父親是湖南人，母親是閩南人，從小在父親軍事般教育下成長。求學時期就讀滬江高中、師大附中，並於真理大學、中國文化大學取得碩士及博士學位。畢業後曾任中央研究院、國立臺灣大學研究助理，以及多所大專院校的助教及兼任講師。她熱衷於社運活動，曾在台灣團結聯盟擔任社運部主任。

## 政治參與
2014年，歐陽瑞蓮首次代表台灣團結聯盟參選台北市大安文山區市議員，未勝選。選後遭指控賄選，但經臺北地檢署調查，歐陽瑞蓮並未違反選罷法規定，予以不起訴結案。
2019年11月，台聯公布2020年不分區立委提名名單，此次共提名7名候選人，歐陽瑞蓮被排入第6名。後因未達到5%得票率門檻，無法分配到不分區立委席次。

## 選舉紀錄
| 年度 | 選舉屆數               | 選舉區                                 | 所屬政黨     | 得票數 | 得票率 | 當選標記 | 備註 |
| ---- | ---------------------- | -------------------------------------- | ------------ | ------ | ------ | -------- | ---- |
| 2014 | 第十二屆臺北市議員選舉 | 臺北市第六選舉區                       | 台灣團結聯盟 | 5,279  | 1.71%  |          |      |
| 2020 | 第十屆立法委員選舉     | 全國不分區及僑居國外國民立法委員選舉區 | 台灣團結聯盟 | 50,435 | 0.36%  |          |      |
| 2024 | 第十一屆立法委員選舉   | 全國不分區及僑居國外國民立法委員選舉區 | 台灣團結聯盟 | 43,375 | 0.31%  |          |      |

## 外部連結
- 歐陽瑞蓮的Facebook專頁